# Spermodea monas
Spermodea monas is een slakkensoort uit de familie van de Valloniidae. De wetenschappelijke naam van de soort is voor het eerst geldig gepubliceerd in 1860 door Morelet.